# Éric Hoesli
Éric Hoesli, né le 16 août 1957 à Morges dans le canton de Vaud en Suisse, est un journaliste suisse. Il est président du conseil d'administration du Temps de 2021 à 2022.

## Biographie
Éric Hoesli naît à Morges en 1957. Il est originaire d'Ennenda, dans le canton de Glaris.
Après des études à l'Institut universitaire d'études du développement à Genève, il est engagé comme journaliste à L'Hebdo en 1984. Il en devient le rédacteur en chef en février 1996. Il quitte ce poste l'année suivante pour préparer la création du Temps, dont il devient le directeur et rédacteur en chef en 1998.
En 2005, il est nommé directeur de la presse régionale du groupe Edipresse, puis en 2009 directeur éditorial des publications romandes de Tamedia. Il démissionne en 2013 en raison de « désaccords importants sur la stratégie de l'entreprise ».
Il devient en 2015 professeur au centre interfacultaire Global Studies Institute, commun à l'École polytechnique fédérale de Lausanne et à l'Université de Genève, où il donne un cours sur la Russie.
Il est nommé fin 2020 président du conseil d'administration du Temps après le rachat du quotidien par la Fondation Aventinus. Il occupe ce poste jusqu'à démission pour fin 2022.

## Publications
- Éric Hoesli (postface Thierry de Montbrial), À la conquête du Caucase : Épopée géopolitique et guerres d'influence, Paris, Éditions des Syrtes, octobre 2006 (1re éd. 2006), 690 p. (ISBN 2-84545-130-X, BNF 40920244)
- Éric Hoesli, L'épopée sibérienne, La Russie à la conquête de la Sibérie et du Grand Nord, Genève, éditions des Syrtes et éditions Paulsen, 2018, 822 p. (ISBN 978-2-940523-70-2)[1].